# Alain Agenet
Alain Agenet, né à Pondichéry (Indes françaises) le 2 juillet 1922 et mort le 28 septembre 1977 à Bourg-la-Reine, est un résistant français, compagnon de la Libération.

## Biographie

### L'engagement
Son père était médecin militaire des troupes coloniales. Alain Agenet est scolarisé en France, au prytanée national militaire, lors de la débâcle de 1940. Il suit son école qui évacue La Flèche pour le sud de la France. En cours de trajet il decide de rejoindre l'Angleterre et monte à Saint-Jean-de-Luz dans un navire polonais qui l'emmène dans les îles britanniques.  En arrivant à  Londres, il s'engage dans les forces françaises libres fin juin 1940 à quelques jours de son anniversaire des 18 ans.

### Combats en Afrique
Il est très rapidement affecté à une unité combattante (1ère Compagnie de Chars), rejoint l'Afrique et se trouve au large de Dakar de l'opération Menace de septembre 1940. Il combat ensuite au Cameroun en octobre 1940. Il devient ensuite élève aspirant à l'école d'élèves officiers de Brazzaville. Le 23 juillet 1941, le lieutenant-colonel Lanusse (commandant le bataillon mixte) l'affecte, ainsi que 14 autres aspirants, au Bataillon de Marche n°6. Il doit être hospitalisé pour maladie durant six semaines à  Beyrouth. Ensuite, il rejoint le 3è bataillon de la 13e demi-brigade de Légion étrangère. Il est le plus jeune officier de la 13e D.B.L.E. De janvier à  juin 1942, il combat en Libye, notamment à Sollum, Méchili et Bir-Hakeim. Il est nommé sous-lieutenant à la compagnie lourde du 2e bataillon à la dissolution du sien. Il sert comme chef de section antichars et se distingue lors de la seconde bataille d'El Alamein ce qui lui vaudra une citation à l'ordre de l'armée. Il se bat en Tunisie à Takrouna en mai 1943 et devient lieutenant à titre exceptionnel en décembre 1943,.

### Retour en Europe
Apres l'Afrique, il retrouve l'Europe en débarquant à Naples en avril 1944. Il combat en Italie au printemps 1944 à Pontecorvo et Radicofani. Puis c'est le débarquement en Provence le 30 août 1944 où il combat à Cavalaire et Toulon. Il participe à la Libération de la Provence, remonte avec la 13e D.B.L.E la vallée du Rhône, passe par Lyon, combat dans la Haute-Saône et les Vosges où il se distingue à Onans contre 2 équipages de chars. L'Allemagne est proche, il combat dans le Haut-Rhin lorsqu'il est blessé au pied par un éclat d'obus le 30 novembre 1944 à Masevaux. Il sera hospitalisé à Paris au Val-de-Grâce. Son retour au combat s'effectuera dans les Alpes le 29 mars 1945. Du 13 au 19 avril 1945, la 1re D.F.L. se bat pour la reprise du massif de l'Authion contre les italiens de la division Littorio et les troupes allemandes. Pour une dernière bataille, le bilan sera très meurtrier dans les rangs de la 1re D.F.L.,.

### Après la Seconde Guerre mondiale
Il sera nommé Compagnon de la Libération par décret du 20 janvier 1946. Il sera ainsi un des 20 plus jeunes combattant de cet ordre.
Après la fin de la Seconde Guerre mondiale, il choisit de rester dans l'armée et sera nommé au cabinet du résident général de Tunisie (juin 1946-août 1947). Il rejoindra ensuite l'AEF (janvier 1948-juillt 1950). Le désormais capitaine Agenet  sert pendant la guerre d'Indochine (janvier 1952-1954). Il y sera blessé au combat de My Coi le 26 octobre 1952 d'une balle au bras droit. Malgré sa blessure, il reste au commandement de ses hommes du 59e bataillon vietnamien et sera cité à l'ordre de l'armée en mars 1953. Il participe ensuite à la guerre d'Algérie (1956-1958), assurant aussi des commandements hors conflits en Allemagne et au Cameroun.
Il est nommé lieutenant-colonel en janvier 1968. Il rejoint alors la Nouvelle-Calédonie et y dirige le camp d'instruction des recrues jusqu'en 1971. À son retour en France, il commande l'annexe Robert de Cotte aux Invalides. Il quitte l'armée avec le grade de colonel en 1972 et meurt le 28 septembre 1977 à Bourg-la-Reine (Hauts-de-Seine). Ses obsèques furent célébrées le 3 octobre 1977 en l'église Saint-Louis des Invalides à Paris.

## Décorations
- Officier de la Légion d'honneur (1955)[9]
- Compagnon de la Libération par décret du 20 janvier 1946[10]
- Croix de guerre 1939-1945 (3 citations)
- Croix de guerre des Théâtres d'opérations extérieurs (2 citations)
- Croix du combattant volontaire de la guerre de 1939-1945
- Médaille coloniale
- Médaille commémorative des services volontaires dans la France libre
- Médaille commémorative des opérations de sécurité et de maintien de l'ordre
- Médaille commémorative de la campagne d'Indochine
- Officier du Nichan Iftikhar
- Officier de l'Ordre du Ouissam alaouite
- Officier de l'Ordre de l'Étoile noire
- Chevalier de l'Ordre national du Vietnam